# MG SA
MG SA – sportowy samochód osobowy produkowany przez brytyjską firmę Morris Garages w latach 1936–1939. Dostępny jako 4-drzwiowy sedan, tourer oraz kabriolet. Następca modelu KN. Do napędu używano silników R6 o pojemności 2,3 litra. Moc przenoszona była na oś tylną poprzez 4-biegową skrzynię biegów. Samochód został zastąpiony przez model WA.

## Dane techniczne

### Silnik
- R6 2,3 l (2288 cm³), 2 zawory na cylinder, OHV
- Układ zasilania: dwa gaźniki
- Średnica cylindra × skok tłoka: 69,00 mm × 102,00 mm
- Stopień sprężania: b/d
- Moc maksymalna: 80 KM (56,5 kW) przy 4200 obr./min
- Maksymalny moment obrotowy: b/d

## Galeria

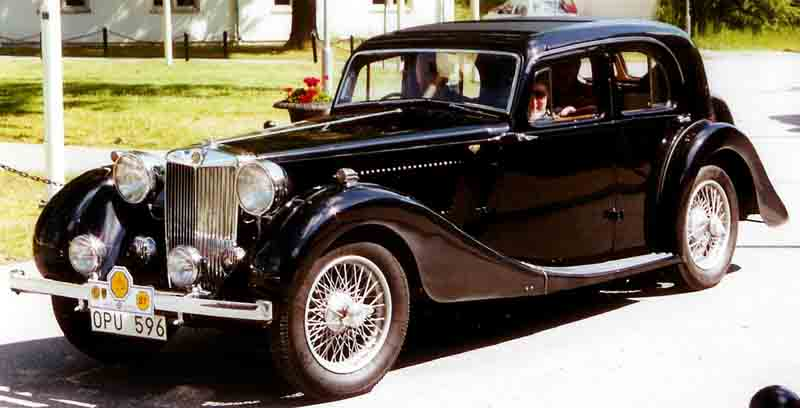
M.G. SA Saloon 1938
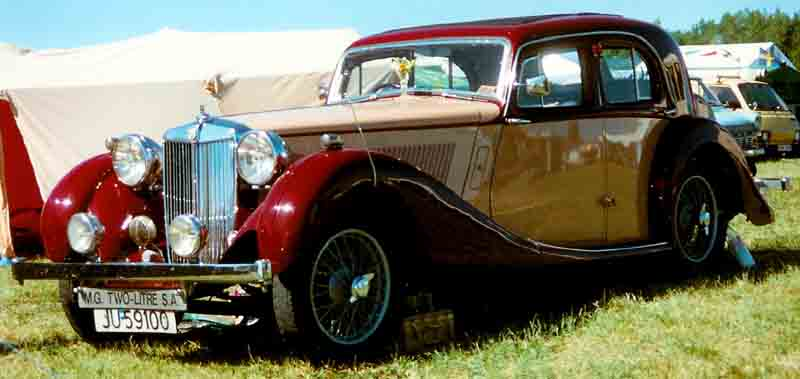
M.G. SA Saloon 1938